# Kostas Karyotakis

Firma di Kostas Karyotakis.

(Kostas Kariotakis, incipit de Le morti, in Id., Il dolore dell'uomo e delle cose [1919], trad. it. di F.M. Pontani)
Kostas Karyotakis (in greco: Κόστας Καρυωτάκης; Tripoli d'Arcadia, 30 ottobre 1896 – Prèveza, 21 luglio 1928) è stato un poeta e scrittore greco.

## Biografia

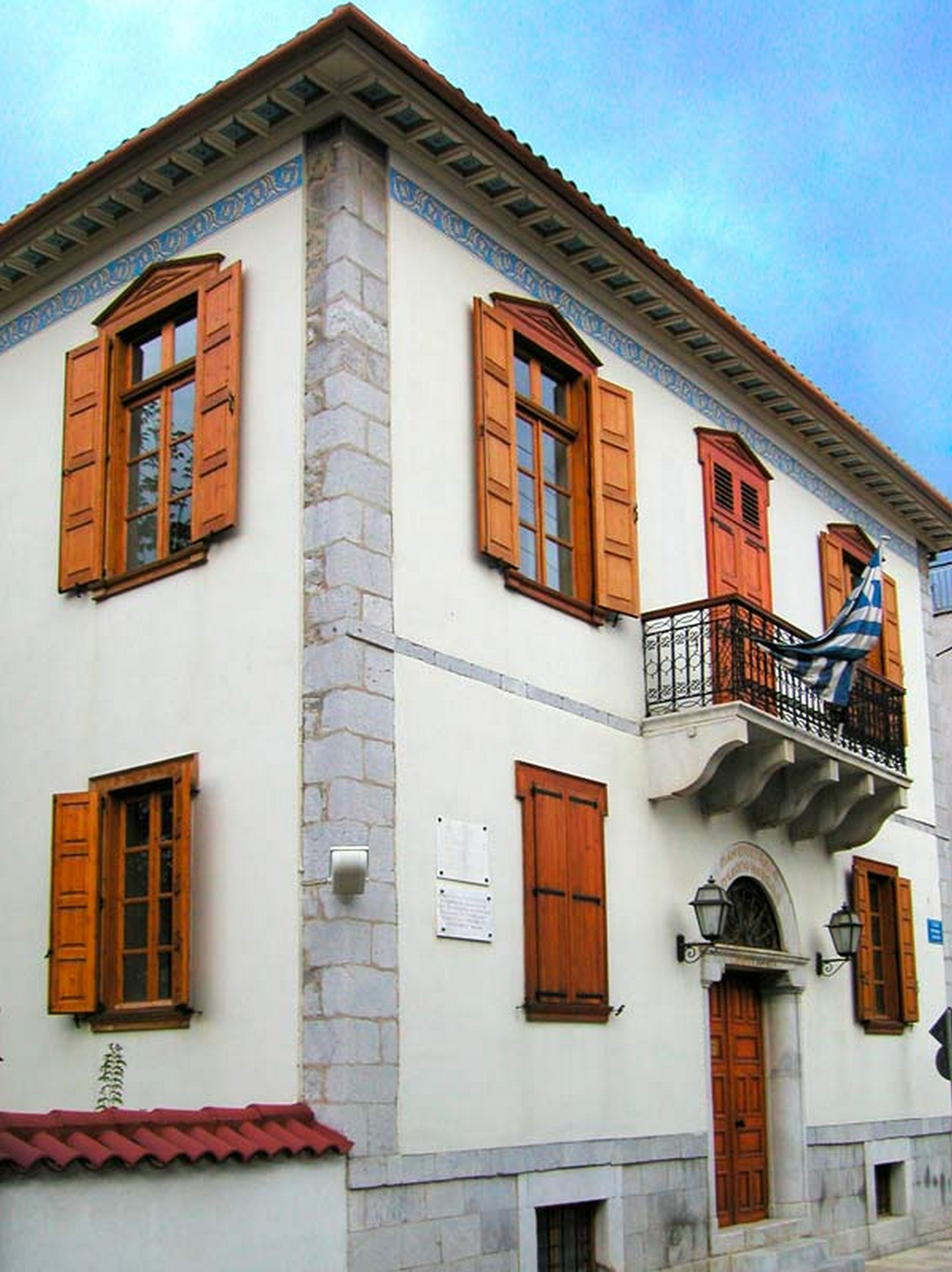
L'abitazione in cui nacque Karyotakis.

Nato nel 1896 a Tripoli d'Arcadia, Karyotakis trascorse un'infanzia itinerante, al seguito del padre ingegnere. Trasferitosi a Creta, Kostas strinse un'effimera relazione sentimentale con Anna Skordili, da cui si separerà, dopo il conseguimento del diploma, nel 1914, in coincidenza con l'iscrizione alla Facoltà di Giurisprudenza, presso l'Università di Atene. La fine dell'amore con Anna segnerà profondamente l'animo del giovane Karyotakis, condizionando i suoi successivi rapporti sentimentali e la sua produzione poetica (alcuni componimenti satirici, infatti, gli conquisteranno fama di misogino). Laureatosi in Legge nel 1917, deposta l'intenzione di impiegarsi nell'avvocatura, Karyotakis divenne funzionario di prefettura, svolgendo i suoi uffici a Salonicco, Siro, Arta e Atene. Coscritto durante la prima guerra mondiale, riuscì a godere di numerosi congedi, potendosi così dedicare alla pubblicazione della sua prima raccolta poetica, Il dolore dell'uomo e delle cose (O πóνoς τoυ ανθρώπου και των πραγμάτων, 1919), nonché alla fondazione di un settimanale satirico, «Γάμπα» [«Gamba»], presto chiuso dalla polizia (nell'ultimo numero, infatti, era apparso un suo componimento antimilitarista, Ο Μιχαλιός [Michelino]). Il 1921 fu l'anno di pubblicazione della raccolta Nepenti (Nηπενθή), il cui titolo — come ha osservato Mario Vitti — richiama «il fiore dei simbolisti francesi», che valse a Karyotakis discreto successo.
Ad Atene, intanto, Kostas conobbe una collega della prefettura, anch'ella poetessa, Maria Poliduri, con la quale strinse una lunga ma tormentata relazione, dalla cui fine, occasionata dal di lui rifiuto di convolare a nozze, non ebbe mai a riaversi. Insofferente alla routine quotidiana dell'attività impiegatizia (della quale, nel 1924, si dolse in versi: «Lavoro stipendiato, cataste di carta, piccole apprensioni, e compassioni|meschine, mi aspettavano oggi come sempre»), ma pugnace nella difesa sindacale dei diritti della categoria, Karyotakis venne eletto segretario del sindacato del pubblico impiego al termine del 1927, entrando in polemica aperta, a partire dal febbraio 1928, col governo, cui rimproverava i maneggi fraudolenti del ministro competente. Lo scontro con l'esecutivo gli costò il trasferimento dapprima a Patrasso, successivamente in Epiro, a Prevesa. 

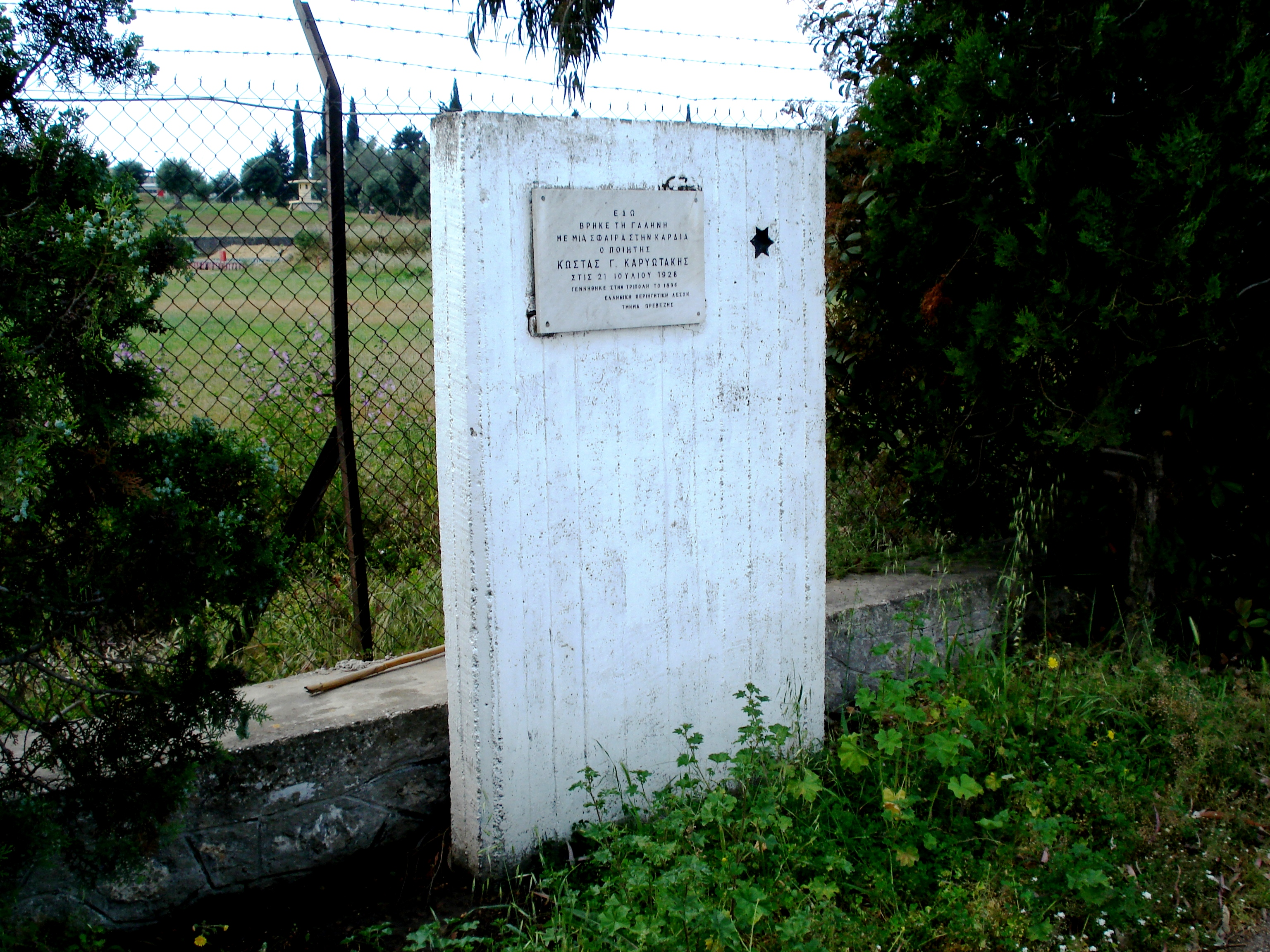
Cippo memoriale situato nel luogo della morte.

Colà, dopo un fallito tentativo di suicidio per annegamento, si tolse la vita, in un uliveto, sparandosi al petto, il 21 luglio 1928, consegnando i suoi ultimi pensieri a un biglietto d'addio, scritto in un caffè poco prima di compiere il gesto estremo. Molto si è congetturato circa le possibili ragioni del suicidio (dall'aggravarsi dell'affezione luetica che lo tormentava dal 1923 all'incapacità di accettare la propria presunta omosessualità), ma, prescindendo da motivazioni d'ordine contingente, non è da trascurare la connaturata inadeguatezza al vivere di Karyotakis, sovente espressa dalle sue liriche (si consideri, inoltre, la predilezione del poeta per Leopardi, al quale era legato per consonanza di sentire, che lo spinse a dedicargli una perduta ode), che ne faceva — come hanno evidenziato Crocetti e Pontani — un uomo «solitario e laconico, insicuro di sé, del proprio aspetto fisico, del proprio stesso talento, [...] terrorizzato dalla vecchiaia, dalla malattia sempre incombente, dal fluire del tempo che non riesce a godere, persino dall'amore».

## Il giudizio della critica
(Bruno Lavagnini, La letteratura neoellenica [1954], Sansoni, Firenze 1969, p. 192)
Contrariamente a quanto previsto dallo stesso Karyotakis (per il quale, si legge in Ύστεροφημία [Fama postuma], di lui sarebbero dovuti restare «dieci versi soltanto»), egli fu considerato, a partire dai suoi coetanei, in primo luogo da Tellos Aghras (1899–1944) e da Kleon Paraschos (1894–1964), il poeta «rappresentativo» di una intera generazione. Così, infatti, Paraschos: «Nessun altro ci ha rappresentati tanto, in quel che abbiamo di più profondo, più caratteristico, più sostanziale, quanto Karyotakis». La fortuna poetica di Karyotakis, alimentata da una suggestiva vicenda personale, fu tale da ispirare un fenomeno letterario, protrattosi fino almeno alla seconda guerra mondiale, spregiativamente indicato dai detrattori (primo, fra tutti, dal direttore della rivista «Τα νέα γράμματα» [«Lettere nuove»], Andhreas Karandonis) come «kariotakismo» (καρυωτακισμός), ovverosia, secondo l'interpretazione offertane nel 1939 da Vasos Varikas, come un determinato «atteggiamento di fronte alla vita». Coloro che, del resto, si ispiravano a Karyotakis – hanno osservato Crocetti e Pontani – «esprimevano il loro disagio e la loro disperazione [...] , calcando spesso un greve romanticismo di maniera e talora cercando persino rifugio, per intima coerenza, nel suo gesto estremo». Al di là della critica del «piagnisteo» menata da Karandonis e dalla cosiddetta «generazione degli anni Trenta», Crocetti e Pontani invitano, alla luce di uno «sguardo più sobrio», motivato dall'estinguersi degli ardori polemici, a «non imputare a Kariotakis i difetti del kariotakismo», proprio in virtù del suo ruolo di novatore, e sul piano metrico e su quello linguistico (ove risalta l'intreccio, dal risultato spesso ironico, di dimotikì e katharevousa). L'influenza di Karyotakis, infatti, lungi dall'esaurirsi rapidamente, è ancora viva in poeti di primissimo ordine, quali Seferis (che lo definirà «una pietra miliare nella nostra letteratura») e Ritsos.

## Opere

### Raccolte poetiche edite
- Il dolore dell'uomo e delle cose (O πóνoς τoυ ανθρώπου και των πραγμάτων, 1919)[4];
- Nepenti (Nηπενθή, 1921)[4];
- Elegie e Satire (Eλεγεία και Σάτιρες, 1927)[4].

### Inediti ed edizione critica
Le raccolte poetiche edite furono successivamente risistemate, unitamente a materiali inediti, da Charilaos Sakelleriadis, amico di Karyotakis, in Άπαντα (Opere complete, 1938). L'edizione critica dalle poesie di Karyotakis, dalla quale oggi si cita, è stata pubblicata nel 1992 dall'editrice ateniese Νεφέλη, a cura di Giorgos Savvidis, Tα ποιήματα (1913-1928), ISBN 960-211-134-8.

### Traduzioni italiane
- Filippomaria Pontani (a cura di), L'ombra delle ore, Milano, Crocetti, 2004, ISBN 88-8306-083-0.
- Parte della produzione dell'Autore è ricompresa nella crestomazia, curata da Nicola Crocetti e Filippomaria Pontani,  Poeti greci del Novecento, traduzioni di Filippo Maria Pontani, Nicola Crocetti e Filippomaria Pontani, Milano, Mondadori, 2010,  pp. 443-479, ISBN 978-88-04-48935-1.